# Тринаести сазив Народне скупштине Републике Србије
Тринаести сазив Народне скупштине Републике Србије је био конституисан 1. августа 2022. године након парламентарних избора 3. априла 2022. године.

## Вођство
На Првој седници Народне скупштине 13. сазива 02.08.2022, Владимир Орлић, члан Српске напредне странке (СНС), је био изабран за председника Народне скупштине. Од 230 присутних, 154 су гласали за, а 76 су против.
| Инвеститура Владимир Орлић |                   |                 |
| Гласање →                  | Гласање →         | 2. август 2022. |
| Потребна већина →          | Потребна већина → | 126 од 250      |
|                            | Да                | 154 / 250       |
|                            | Не                | 76 / 250        |
|                            | Уздржани          | 0 / 250         |
|                            | Неприсутни        | 20 / 250        |

Седам потпредседници Народне скупштине исто су били изабрани: Сандра Божић (СНС), Снежана Пауновић (СПС), Борко Стефановић (ССП), Зоран Лутовац (ДС), Божидар Делић (НН-ИЈС), Елвира Ковач (СВМ) и Усаме Зукорлић (СПП). Потпредседник Божидар Делић је преминуо неколико месеца након што је био изабран за потпредседника.